# Tarnowo (powiat łobeski)
Tarnowo (niem. Tarnow) – wieś sołecka w Polsce położona w województwie zachodniopomorskim, w powiecie łobeskim, w gminie Łobez.

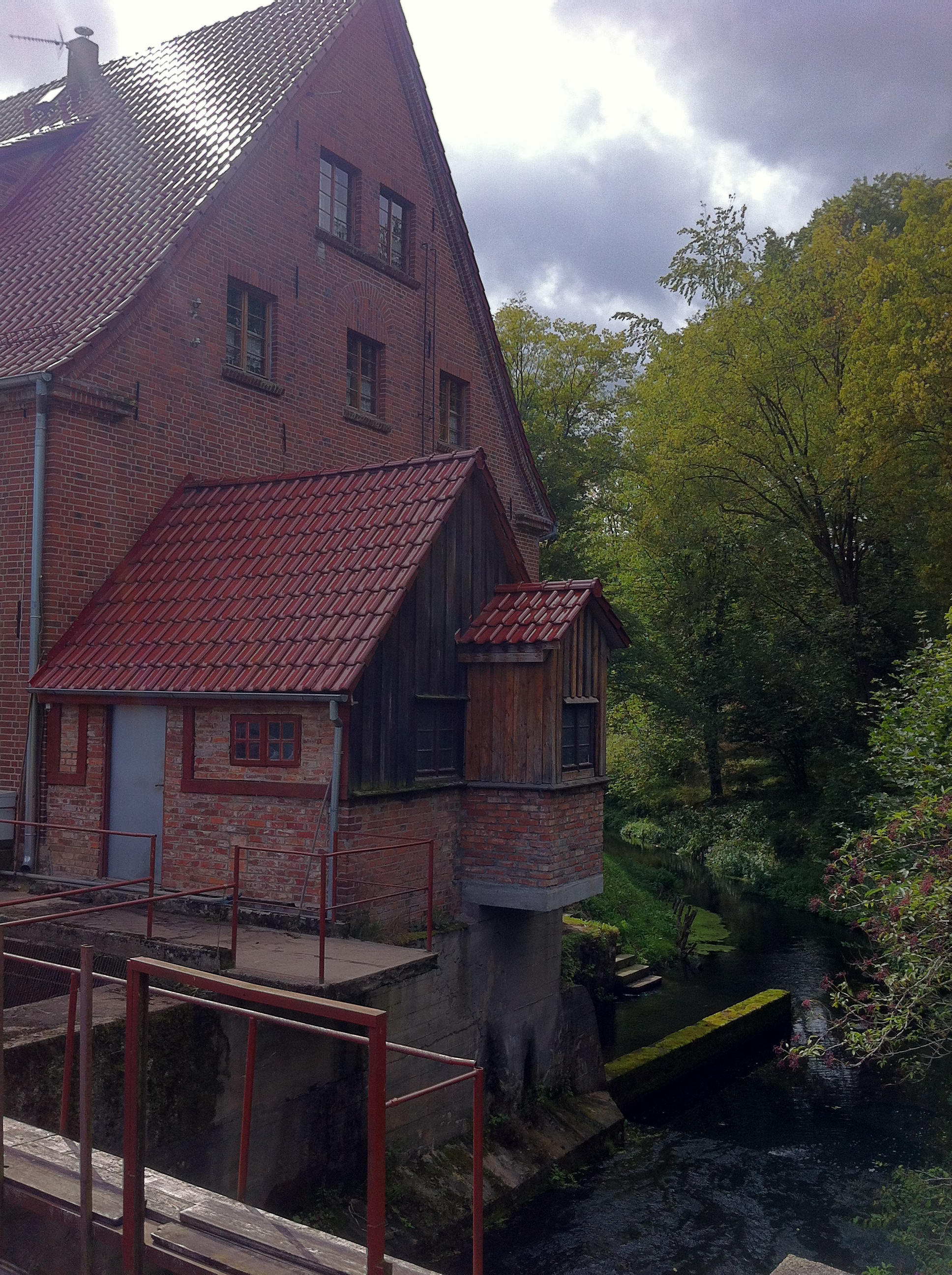
Młyn nad Starą Regą

W latach 1975–1998 miejscowość należała administracyjnie do województwa szczecińskiego.
Przez miejscowość przepływa niewielka rzeka Stara Rega, dopływ Regi.

## Osoby urodzone lub związane z Tarnowem
- Paul von Borcke (ur. 30 października 1840 w Grabowie, powiat Regenwalde, zm. 8 stycznia 1893 w Rynowie) — niemiecki właściciel majątku ziemskiego i poseł do parlamentu.